# I Medusa (album)
I Medusa è il primo album dell'omonimo gruppo musicale italiano I Medusa, pubblicato nel 1996.

## Descrizione
Il disco, pubblicato per l'etichetta indipendente Dracma Records, contiene fra l'altro Message in a Bottle, cover dei Police.

## Tracce
1. Non farlo più
2. Dorme ancora
3. Rimani solo con me
4. Message in a Bottle
5. Il cacciatore
6. Solo, un luogo che muore
7. Il diavolo dell'amore
8. Fame
9. La città nel mare

## Formazione
- Diego Perrone - voce
- Massimo Inghiomirelli - chitarra
- Davide Miotto - basso
- Massimo Sperindio - batteria